# Vironvay
Vironvay est une commune française située dans le département de l'Eure, en région Normandie.

## Géographie
La commune comprend le lieu-dit Le Moulin à Vent.
Différents hameaux sont constitutifs du Vironvay contemporain : la Seigneurie, le Val Anglais, les Cagnères, le Souffle-Vent, les Croix, le Chou-Croûte.

### Localisation
|             | Saint-Pierre-du-Vauvray | Andé                |
| Louviers    | Vironvay                | Muids Heudebouville |
| Pinterville |                         | Heudebouville       |

### Hydrographie
La commune est située dans le bassin Seine-Normandie. Elle est drainée par la Seine,.
La Seine, qui prend sa source à Source-Seine, en Côte-d'Or, sur le plateau de Langres, traverse le département avec de larges méandres dans sa partie nord-est et se jette dans la Manche entre Le Havre et Honfleur. 

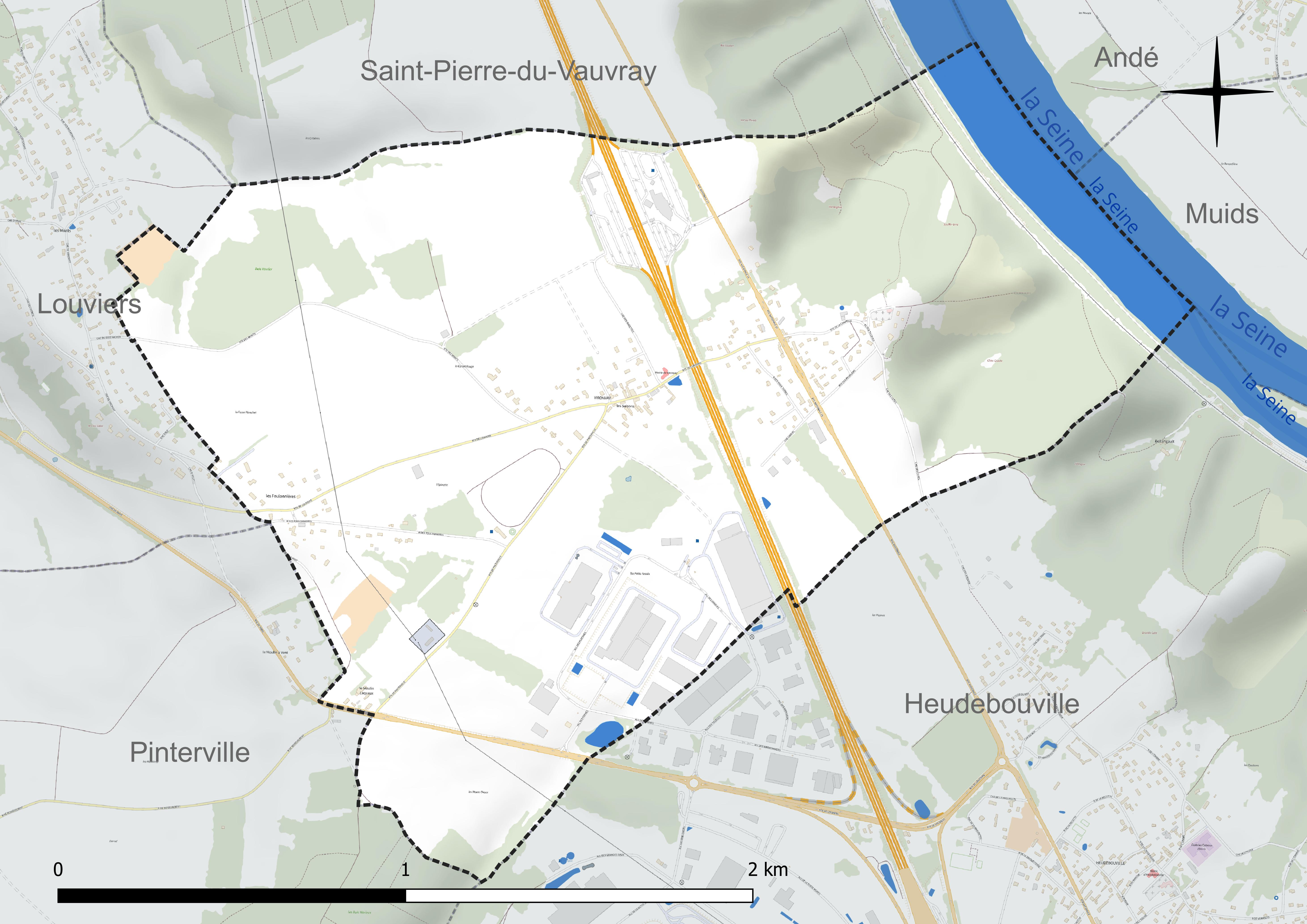
Réseau hydrographique de Vironvay.

### Voies de communication et transports

#### Voies routières
Vironvay est desservie par la D 6015 sur l'axe Vernon - Rouen et traversée par la D 6155 entre Heudebouville et Louviers.
Le territoire est par ailleurs traversé par l'A13.
L'ancien chemin de halage de la Seine est surplombé par la ligne de Paris-Saint-Lazare au Havre. Ce chemin supporte le sentier de grande randonnée 2.

### Climat
Pour des articles plus généraux, voir Climat de la Normandie et Climat de l'Eure.
En 2010, le climat de la commune est de type climat océanique dégradé des plaines du Centre et du Nord, selon une étude du CNRS s'appuyant sur une série de données couvrant la période 1971-2000. En 2020, Météo-France publie une typologie des climats de la France métropolitaine dans laquelle la commune est exposée à un climat océanique et est dans la région climatique  Côtes de la Manche orientale, caractérisée par un faible ensoleillement (1 550 h/an) ; forte humidité de l’air (plus de 20 h/jour avec humidité relative > 80 % en hiver), vents forts fréquents. Parallèlement le GIEC normand, un groupe régional d’experts sur le climat, différencie quant à lui, dans une étude de 2020, trois grands types de climats pour la région Normandie, nuancés à une échelle plus fine par les facteurs géographiques locaux. La commune est, selon ce zonage, exposée à un « climat des plateaux abrités », correspondant aux plaines agricoles de l’Eure, avec une pluviométrie beaucoup plus faible que dans la plaine de Caen en raison du double effet d’abri provoqué par les collines du Bocage normand et par celles qui s’étendent sur un axe du Pays d'Auge au Perche.
Pour la période 1971-2000, la température annuelle moyenne est de 10,3 °C, avec  une amplitude thermique annuelle de 13,9 °C. Le cumul annuel moyen de précipitations est de 693 mm, avec 11,2 jours de précipitations en janvier et 8,2 jours en juillet. Pour la période 1991-2020, la température moyenne annuelle observée sur la station météorologique la plus proche, située sur la commune de Louviers à 4 km à vol d'oiseau, est de 11,8 °C et le cumul annuel moyen de précipitations est de 719,5 mm,. Pour l'avenir, les paramètres climatiques de la commune estimés pour 2050 selon différents scénarios d’émission de gaz à effet de serre sont consultables sur un site dédié publié par Météo-France en novembre 2022.

## Urbanisme

### Typologie
Au 1er janvier 2024, Vironvay est catégorisée commune rurale à habitat dispersé, selon la nouvelle grille communale de densité à 7 niveaux définie par l'Insee en 2022.
Elle est située hors unité urbaine. Par ailleurs la commune fait partie de l'aire d'attraction de Louviers, dont elle est une commune de la couronne,. Cette aire, qui regroupe 44 communes, est catégorisée dans les aires de 50 000 à moins de 200 000 habitants,.

### Occupation des sols
L'occupation des sols de la commune, telle qu'elle ressort de la base de données européenne d’occupation biophysique des sols Corine Land Cover (CLC), est marquée par l'importance des territoires agricoles (55,2 % en 2018), en diminution par rapport à 1990 (62,1 %). La répartition détaillée en 2018 est la suivante : 
terres arables (35,5 %), forêts (18,1 %), prairies (14,7 %), zones urbanisées (14,6 %), zones industrielles ou commerciales et réseaux de communication (8,2 %), zones agricoles hétérogènes (5 %), eaux continentales (3,9 %). L'évolution de l’occupation des sols de la commune et de ses infrastructures peut être observée sur les différentes représentations cartographiques du territoire : la carte de Cassini (XVIIIe siècle), la carte d'état-major (1820-1866) et les cartes ou photos aériennes de l'IGN pour la période actuelle (1950 à aujourd'hui).

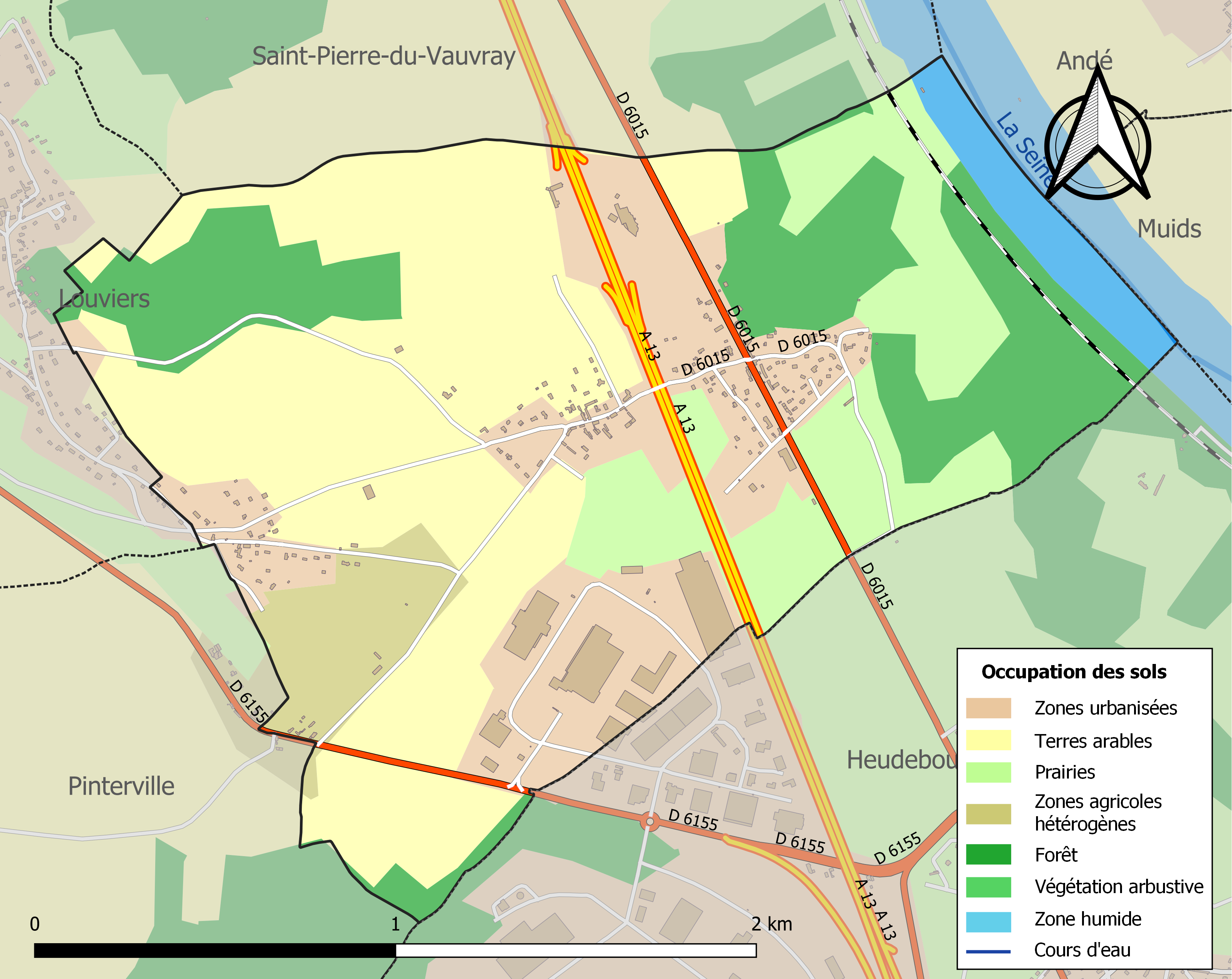
Carte des infrastructures et de l'occupation des sols de la commune en 2018 (CLC).

## Toponymie
Le nom de la localité est attesté sous la forme Vironveyum (2e pouillé d’Évreux) au XIIIe siècle, Vironvei en 1365, Vironvai en 1512 (archives de l’Eure), Vironnay en 1631 (Tassin, Plans et profilz).

## Histoire
Un manoir remontant au XIVe siècle atteste l'ancienneté de Vironvay. Le fief associé est mentionné pour la première fois en 1367 comme appartenant à l'hospice de Louviers. Il est décrit en 1573 comme comprenant maisons, colombier, granges, étables, pressoir. Il existait encore vers 1910.

## Politique et administration

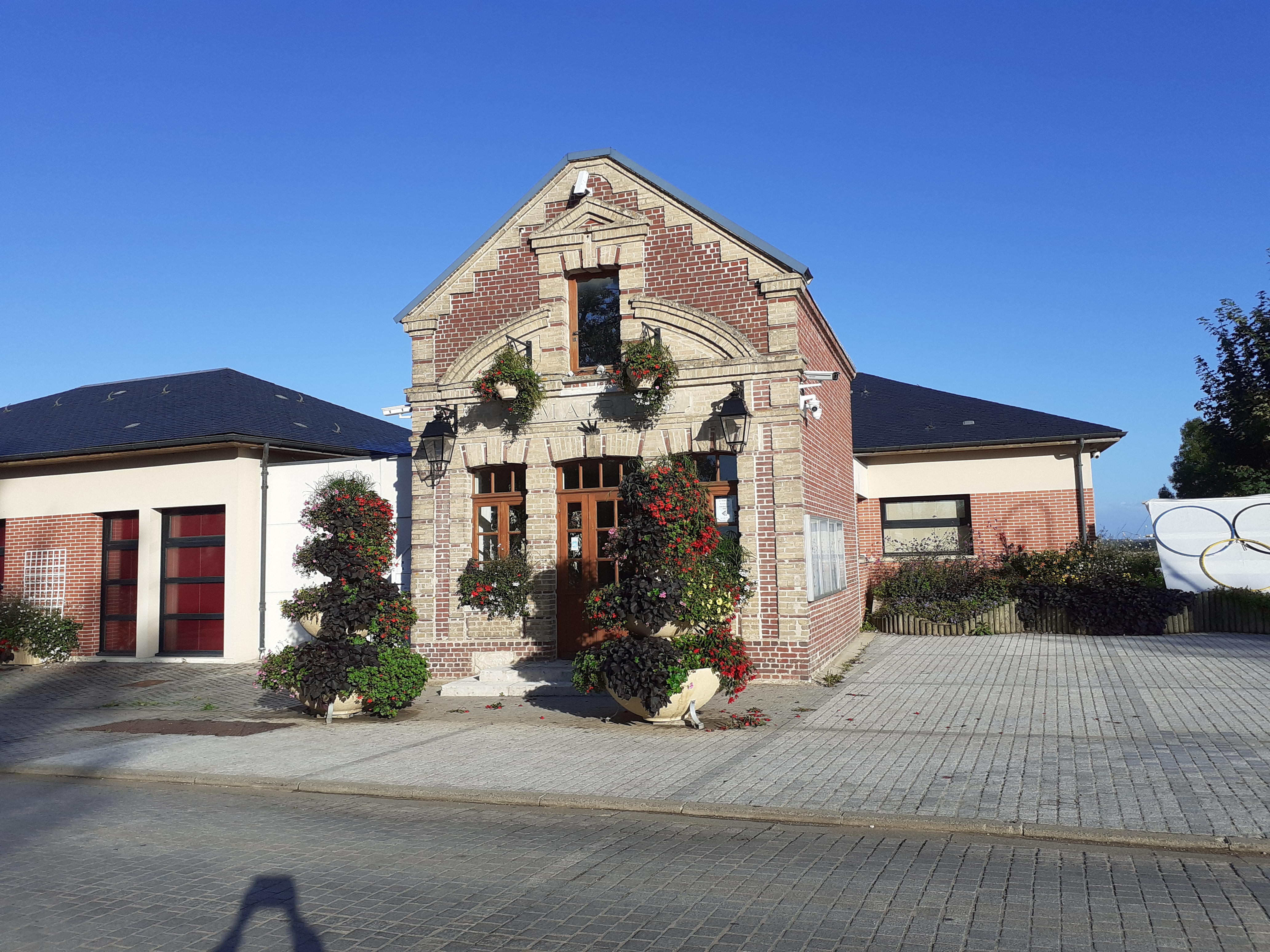
La mairie.

| Période                                  | Période   | Identité               | Étiquette | Qualité  |
| ---------------------------------------- | --------- | ---------------------- | --------- | -------- |
| 1936                                     |           | M. Carpentier          |           |          |
| 1995                                     | mars 2001 | Pierre Cornière        |           |          |
| 2001                                     | En cours  | Jean-Claude Christophe | DVD       | Retraité |
| Les données manquantes sont à compléter. |           |                        |           |          |

La commune a prescrit l'élaboration d'un PLU en novembre 2014 .

### Politique de développement durable
En 2017, la commune a été labellisée « 3 fleurs » par le Conseil national de villes et villages fleuris de France.

## Démographie
L'évolution du nombre d'habitants est connue à travers les recensements de la population effectués dans la commune depuis 1793. Pour les communes de moins de 10 000 habitants, une enquête de recensement portant sur toute la population est réalisée tous les cinq ans, les populations de référence des années intermédiaires étant quant à elles estimées par interpolation ou extrapolation. Pour la commune, le premier recensement exhaustif entrant dans le cadre du nouveau dispositif a été réalisé en 2005.

En 2022, la commune comptait 331 habitants, en évolution de −1,49 % par rapport à 2016 (Eure : −0,25 %, France hors Mayotte : +2,11 %).
| 1793 | 1800 | 1806 | 1821 | 1831 | 1836 | 1841 | 1846 | 1851 |
| ---- | ---- | ---- | ---- | ---- | ---- | ---- | ---- | ---- |
| 201  | 145  | 174  | 190  | 185  | 187  | 178  | 190  | 189  |

| 1856 | 1861 | 1866 | 1872 | 1876 | 1881 | 1886 | 1891 | 1896 |
| ---- | ---- | ---- | ---- | ---- | ---- | ---- | ---- | ---- |
| 175  | 169  | 169  | 136  | 124  | 129  | 119  | 128  | 108  |

| 1901 | 1906 | 1911 | 1921 | 1926 | 1931 | 1936 | 1946 | 1954 |
| ---- | ---- | ---- | ---- | ---- | ---- | ---- | ---- | ---- |
| 103  | 98   | 90   | 66   | 80   | 86   | 65   | 88   | 89   |

| 1962 | 1968 | 1975 | 1982 | 1990 | 1999 | 2005 | 2006 | 2010 |
| ---- | ---- | ---- | ---- | ---- | ---- | ---- | ---- | ---- |
| 79   | 92   | 145  | 169  | 276  | 275  | 298  | 302  | 307  |

| 2015 | 2020 | 2022 | - | - | - | - | - | - |
| ---- | ---- | ---- | - | - | - | - | - | - |
| 336  | 329  | 331  | - | - | - | - | - | - |

## Culture locale et patrimoine

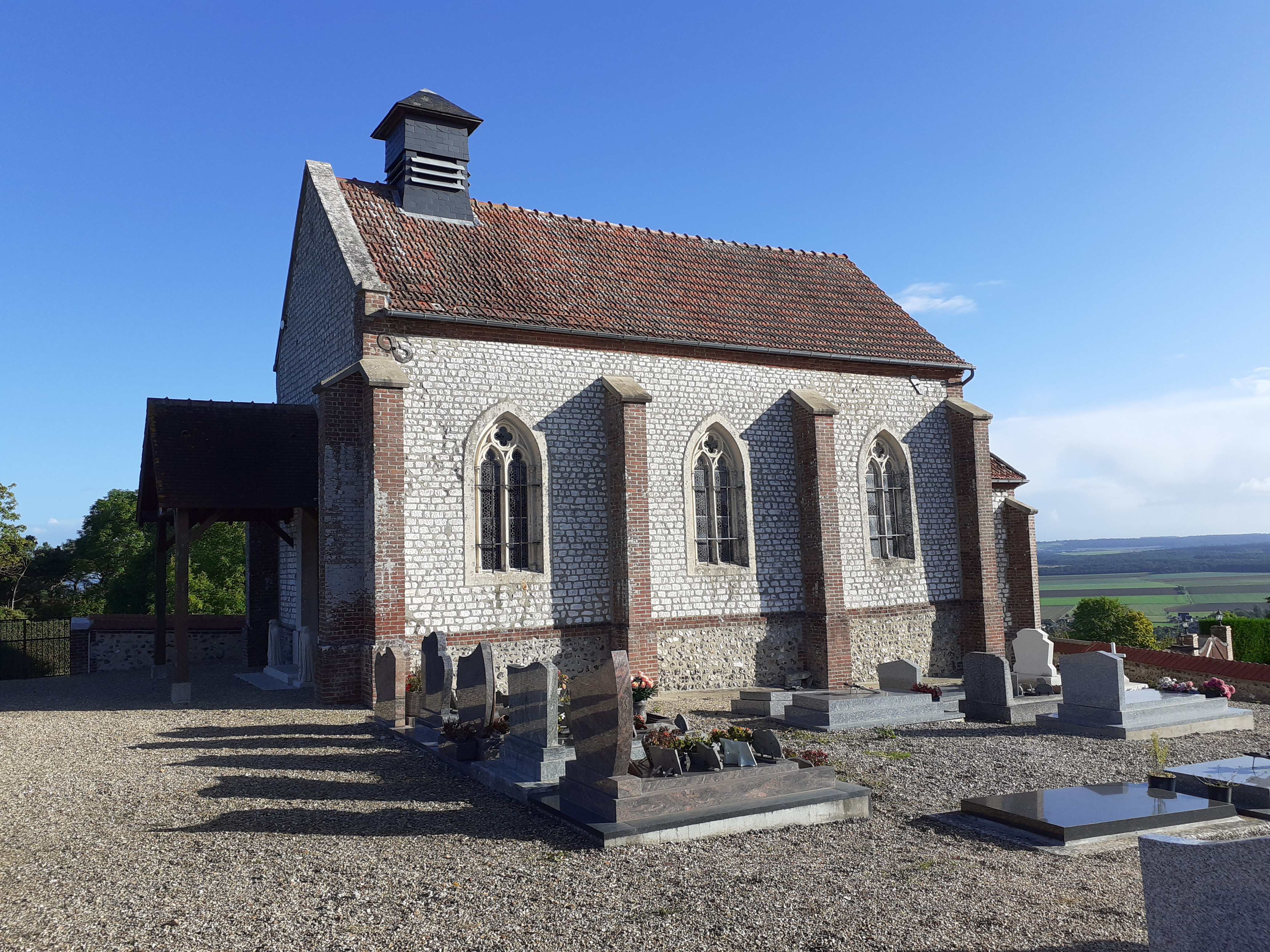
Église Saint-Germain.

### Lieux et monuments
- Église Saint-Germain[26]. Remontant à 1293, l'édifice actuel date des années 1875. Le diocèse catholique d'Évreux en est l'affectataire par l'intermédiaire de la paroisse "Père Laval - Louviers - Boucle de Seine" qui dessert cette église.
- Aire de repos et de service autoroutière de l'autoroute de Normandie, dans les deux sens.

### Patrimoine naturel

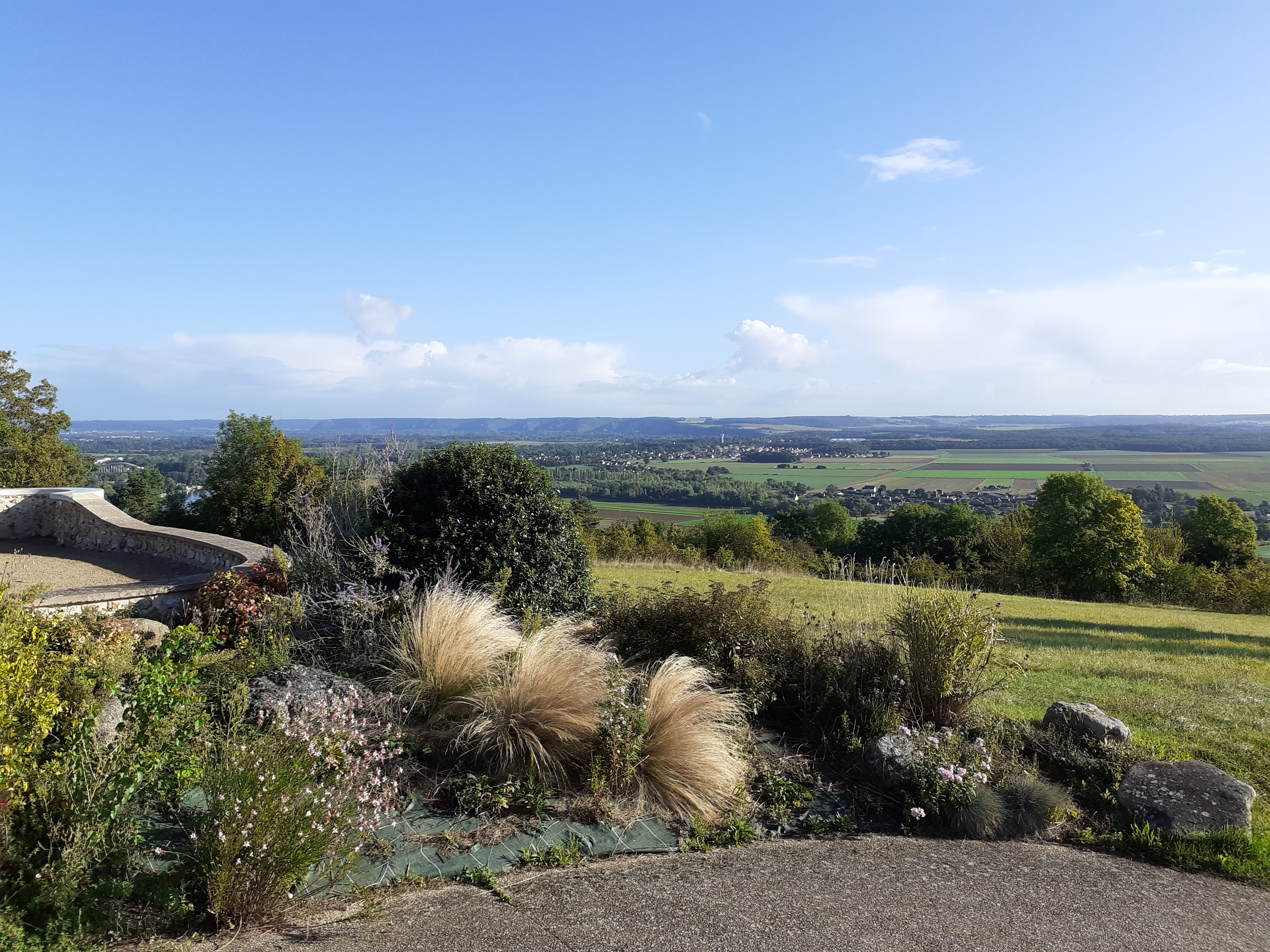
Rives de la Seine au loin.

#### Sites inscrits
- Les rives de la Seine,  Site inscrit (1948)[1].
- Les falaises de l'Andelle et de la Seine,  Site inscrit (1981)[27].

## Personnalités liées à la commune
- Les derniers seigneurs de Vironvay sont issus de la famille Le Roux[28].